# Drei Austria
Hutchison Drei Austria GmbH (abans Hutchison 3G Austria GmbH), més simplement coneguda com 3 Austria (Drei Austria), és una empresa de telecomunicacions austríaca amb seu a Viena i és una filial de CK Hutchison Holdings.
Segons la companyia, el 2019 tenia 3,8 milions de clients.